# Eduardo Felicíssimo
Eduardo Manuel de Freitas Monteiro Ferreira Felicíssimo (Montijo, 8 gennaio 2007) è un calciatore portoghese, centrocampista dello Sporting Lisbona.

## Caratteristiche tecniche
Centrocampista difensivo, può essere adattato anche al centro della difesa.

## Carriera

### Club
Ha mosso i primi passi nell'Alcochetense per poi entrare a far parte del settore giovanile del Benfica nel 2013. Sei anni dopo è passato allo Sporting Lisbona, dove ha continuato il proprio percorso di crescita. Il 6 aprile 2023 ha firmato il suo primo contratto professionistico e nell'estate del 2024 è stato promosso nello Sporting Lisbona B, dove ha debuttato il 3 agosto nella partita di Terceira Liga vinta 3-2 contro il Covilhã.
Promosso in prima squadra nel gennaio del 2025, il 23 febbraio ha fatto il suo esordio nell'incontro di Primeira Liga pareggiato 2-2 contro l'AVS.

### Nazionale
Ha giocato nelle nazionali giovanili portoghesi Under-16, Under-17 ed Under-19.
Nel 2024 ha partecipato con l'Under-17 al campionato europeo di categoria, perso in finale contro l'Italia, dove ha realizzato un gol ed un'autorete.

## Statistiche

### Presenze e reti nei club
Statistiche aggiornate al 7 aprile 2025.
| Stagione        | Squadra            | Campionato      | Campionato | Campionato | Coppe nazionali | Coppe nazionali | Coppe nazionali | Coppe continentali | Coppe continentali | Coppe continentali | Altre coppe | Altre coppe | Altre coppe | Totale | Totale | Totale |
| Stagione        | Squadra            | Comp            | Pres       | Reti       | Comp            | Pres            | Reti            | Comp               | Pres               | Reti               | Comp        | Pres        | Reti        | Pres   | Reti   |        |
| --------------- | ------------------ | --------------- | ---------- | ---------- | --------------- | --------------- | --------------- | ------------------ | ------------------ | ------------------ | ----------- | ----------- | ----------- | ------ | ------ | ------ |
| 2024-2025       | Sporting Lisbona B | 3L              | 20         | 0          | -               | -               | -               | -                  | -                  | -                  | -           | -           | -           | 20     | 0      |        |
| gen.-giu.2025   | Sporting Lisbona   | PL              | 6          | 0          | CP+CdL          | 1               | 0               | UCL                | 0                  | 0                  | -           | -           | -           | 7      | 0      |        |
| Totale carriera | Totale carriera    | Totale carriera | 26         | 0          |                 | 1               | 0               |                    | 0                  | 0                  |             | -           | -           | 27     | 0      |        |

## Palmarès

### Club

#### Competizioni nazionali
- Campionato portoghese: 1

Sporting Lisbona: 2024-2025
- Coppa del Portogallo: 1

Sporting Lisbona: 2024-2025